# 德尔福·贝利尼
德尔福·贝利尼（義大利語：Delfo Bellini，1900年1月13日—1953年9月11日），意大利前男子足球运动员。他曾代表意大利国家队参加1928年夏季奥林匹克运动会足球比赛，获得一枚铜牌。